# 스기토정
스기토정(일본어: 杉戸町 스기토마치[*])은 일본 사이타마현 동부에 위치한 기타카쓰시카군의 정이다. 한때 닛코 가도의 여인숙마을로 알려졌다. 현내에서는 시라오카정에 이어 두 번째로 인구가 많은 정이다.

## 지리
간토평야의 중앙에서 약간 남쪽에 위치하며, 마을의 대부분은 해발 8m 전후의 나카가와 저지대에 속한다.서부의 고토네강변에 남아 있는 자연 제방 지역과 동부의 에도가와강변 지역(에도가와강 개간으로 단절된 시모소 대지) 등 해발 15m 전후의 고원지형 지역도 산재하고 있다.

## 역사
고대부터 중세까지는 시모사국 가쓰시카군에 속했다.
- 1616년 - 스기토주쿠가 설치됨. 메이지 시대까지의 자세한 내용은 스기토주쿠를 참조.
- 1871년 11월 14일 - 우라와현, 시노부현, 이와쓰키현 등 3개 현이 합병하여 사이타마현이 탄생하였다.
- 1872년 - 스기토 우체국이 개국하였다.
- 1881년 - 기타카쓰시카군청과 나카카쓰시카군청이 기요지촌으로 이전하였다.
- 1882년 - 스기토 경찰서가 설치되었다.
- 1888년 - 소방조합이 설립되었다.
- 1889년 4월 1일 - 정촌제 시행으로 기타카쓰시카군 스기토정, 다미야촌, 데이고촌, 다카노촌, 야시로촌, 사쿠라이촌, 도요오카촌이 성립하였다.
- 1896년 3월 29일 - 나카카쓰시가군이 기타카쓰시카군에 편입되었다.
- 1899년 - 스기토역(현 도부동물공원역)이 개업하였다.
- 1900년 10월 14일 - 스기토 은행이 설립되었다.
- 1907년 - 스기토정 상공회가 조직되었다.
- 1910년 - 도네강 제방 붕괴로 인한 간토 대수해가 발생하여 대홍수가 발생하였다.
- 1917년 - 기타카쓰시카군 사쿠라이촌 오아자 호소노를 기타카쓰시카군 요시다촌에 편입하였다.
- 1921년 - 스기토정의 27가구에 전화가 설치되었다.
- 1922년 - 스기토 농업학교가 개교되었다.
- 1923년 - 간토 대지진으로 스기토 초등학교가 피해를 입어 파손되었다.
- 1925년 - 라디오 방송이 시작되었다.
- 1926년 - 기타카츠시카군청이 폐지되었다.
- 1928년 - 버스 노선이 개통되었다.
- 1929년 - 도부 닛코선이 개통되었다.
- 1940년 - 스기토 고등 가정부 여학교가 개교하였다.
- 1945년 7월 10일 - 정오경 미군이 투하한 소이탄에 의해 청지의 스기토 고등가정여학교가 피해를 입어 교직원과 학생 8명이 사망하였다.
- 1946년 - 농지 개혁이 시작되었다.
- 1948년 - 스기토 농업학교가 스기토 고등 가정보육 여학교와 합쳐져 사이타마현립 스기토 농업고등학교가 되었다.
- 1950년 - 에도가와 제방 확장 공사가 시작되었다.
- 1955년 2월 11일 - 스기토정, 다미야촌, 데이고촌, 다카노촌, 사쿠라이촌, 야시로촌의 일부, 도요오카촌의 일부와 합병해 새로운 스기토정이 되었다.
- 1964년 - 스기토초 우치다에 페트리카메라 사이타마 공장이 건설되었다.
- 1966년 - 오수처리장 이용이 시작되었다.
- 1967년 - 전화가 다이얼식 전화로 바뀌었다.
- 1969년 - 사쿠라이 초등학교와 도요오카 초등학교가 통합되어 이즈미 초등학교가 되었다.
- 1974년  - 학교급식센터가 스기토초 오아자키지 1777번지에 개설되었다.
- 1976년 1월 17일 - 스기토정의 인구가 3만 명을 돌파하였다.
- 2016년 4월 1일 - 구 급식센터와 스기토초 노인 휴식의 집 자리에 스기토정립 중앙 제2유치원, 히가시유치원, 미나미유치원을 통합한 복합시설 '스기토정립 스기토유치원-스기토보육원'(스기토초 오아자키지 1768-3)이 개원하였다.

## 인구
| 연도 | 인구   | ±%     |
| ---- | ------ | ------ |
| 1960 | 16,457 | —      |
| 1970 | 20,244 | +23.0% |
| 1980 | 34,564 | +70.7% |
| 1990 | 40,419 | +16.9% |
| 2000 | 47,336 | +17.1% |
| 2010 | 46,646 | −1.5%  |

## 교통

### 철도
- 도부 철도 닛코선

스기토정 중심부의 가장 가까운 역은 도부동물공원역(도부 이세사키선, 닛코선)이다. 이 역의 위치는 미나미사이타마군 미야시로정이지만, 개업 당시의 역명은 스기토역이었다. 또한 옛 도부 철도 스기토 공장도 미야시로정의 소재지였다.

### 도로
- 국도 4호선
- 신국도 4호선(일본어판)